# Chuck Pfarrer

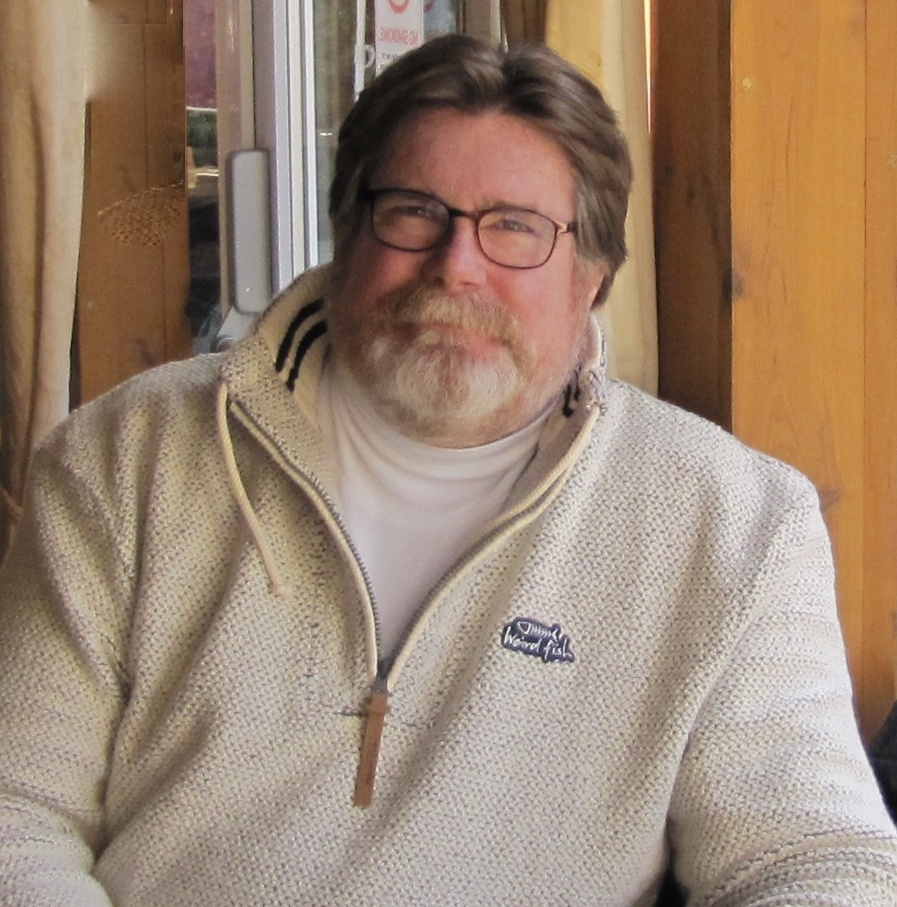
Chuck Pfarrer (2011)

Charles Patrick Pfarrer III (* 13. April 1957 in Boston, Massachusetts) ist ein US-amerikanischer Schriftsteller, Drehbuchautor und ehemaliger Navy Seal.

## Biografie
Charles Patrick Pfarrer III wurde als Sohn des Navy-Offiziers Charles Patrick Pfarrer, Jr. und der Krankenschwester Joan Marie Pfarrer geboren. Er besuchte die Staunton Military Academy und studierte Psychologie an der California State University, Northridge und der University of Bath. Von 1981 bis 1989 diente er bei den United States Navy SEALs. Er war Militärberater in Mittelamerika, dem Libanesischen Bürgerkrieg und trainierte NATO-Truppen. Er war Zeuge beim Anschlag auf den US-Stützpunkt in Beirut 1983 und führte den Einsatz zur Ergreifung von Abu Abbas bei dessen Kaperung des Kreuzfahrtschiffes Achille Lauro an. An seinem Dienstende war er als Assault Element Commander tätig und gehörte zur United States Naval Special Warfare Development Group.
Bereits ein Jahr nach seinem Dienstende wurde sein von ihm mit verfasstes Drehbuch mit dem Actionfilm Navy Seals – Die härteste Elitetruppe der Welt veröffentlicht. Pfarrer konnte sich als Drehbuchautor mit weiteren Actionfilmen wie Harte Ziele, Der Schakal und Red Planet etablieren. Für seine Drehbucharbeit an der Actionkomödie Barb Wire – Flucht in die Freiheit wurde er 1997 gemeinsam mit Ilene Chaiken mit einer Nominierung der Goldenen Himbeere für das Schlechteste Drehbuch bedacht. Seine vierteilige Graphic Novel Virus diente 1999 für den Science-Fiction-Film Virus – Schiff ohne Wiederkehr als Vorlage, wobei er ebenfalls am Drehbuch mitarbeitete.
Parallel zu seiner Drehbucharbeit veröffentlichte Pfarrer auch zwei Romane und zwei Sachbücher. In deutscher Sprache wurden bisher zwei Sachbücher veröffentlicht:
- Codewort Geronimo: Der Augenzeugenbericht zum Einsatz der Navy-SEALs gegen Osama bin Laden  (31. Mai 2012)
- Zum Krieger geboren: Mein Leben als Navy Seal  (11. Januar 2013)

## Werk

### Drehbuch
- 1990: Darkman
- 1990: Navy Seals – Die härteste Elitetruppe der Welt (Navy Seals)
- 1993: Harte Ziele (Hard Target)
- 1996: Barb Wire – Flucht in die Freiheit (Barb Wire)
- 1997: Der Schakal (The Jackal)
- 1999: Virus – Schiff ohne Wiederkehr (Virus)
- 2000: Red Planet

### Graphic Novel
- 1995: The Thing from Another World: Climate of Fear
- 1996: Virus 1, 2, 3, 4

### Roman
- 2007: Killing Che
- 2012: Phillip Nolan

### Sachbuch
- 2004: Warrior Soul, The Memoir of a Navy SEAL
  - 2013: Zum Krieger geboren: Mein Leben als Navy Seal, Verlag: Riva, ISBN 978-3868832853
- 2011: SEAL Target Geronimo, The Inside Story of the Mission to Kill Osama bin Laden
  - 2012: Codewort Geronimo: Der Augenzeugenbericht zum Einsatz der Navy-SEALs gegen Osama bin Laden, Plassen Verlag, ISBN 978-3864700187